# L'assassino ti siede accanto
L'assassino ti siede accanto (Friday the 13th Part 2) è un film horror del 1981 diretto da Steve Miner.
Primo sequel del film Venerdì 13 (1980), il film è ambientato cinque anni dopo il primo episodio della saga, a Packanack Lodge, un luogo vicino Camp Crystal Lake, e vicino alla baracca di Jason Voorhees.
Con questo film inizia la serie di omicidi che continua nella parte terza e nella parte quarta; ognuno di questi sequel inizia esattamente dove finisce il precedente.
L'edizione home video è stata distribuita con il titolo Venerdì 13 parte II - L'assassino ti siede accanto.

## Trama
2 mesi dopo dal massacro di Camp Crystal Lake, Alice Hardy non si è ancora ripresa dalla traumatica esperienza, motivo per cui si è trasferita a Crystal Lake. Una sera, insonne, Alice dopo una chiamata con sua madre trova nel suo frigo la testa di Pamela Voorhees, l'assassina del campeggio da lei stessa decapitata. Improvvisamente, alle sue spalle, qualcuno l'afferra e la uccide con uno spaccaghiaccio nella tempia. L'assassino è Jason Voorhees, il figlio di Pamela che lei diede per morto e per cui iniziò a uccidere gli animatori del campeggio. Jason, in realtà, sopravvisse all'affogamento e crebbe come una bestia nei boschi, finché una notte assistette all'omicidio di sua madre, il cui spirito lo spinse a proseguire il suo lavoro e uccidere chiunque fosse coinvolto con il Camp Crystal Lake.
5 anni dopo, nel 1984, un nuovo gruppo di ragazzi affitta una struttura in un campeggio vicino a quello di Camp Crystal Lake, soprannominato "Campo di sangue", il Packanack Lodge, un centro di preparazione per gli animatori dei campi estivi, diretto da Ginny e Paul, il quale racconta al resto degli animatori la leggenda di Jason, apparentemente inventata. Tuttavia, Jason è reale e la prima vittima che miete è il vecchietto di nome Ralph lo strambo, giunto a Packanack ad avvertire gli altri, strozzandolo con del filo spinato. Nei preparativi per riaprirlo, Jeff e Sandra, incuriositi dalla storia di Jason, vogliono esplorare il Campo di sangue che lungo il cammino trovano un barboncino morto, ma prima che Jason possa ucciderli, vengono scoperti da un poliziotto, il quale incita Paul a punirli.
La loro punizione consiste nel rimanere a guardia del campo, mentre il resto degli animatori sarebbe andato ad un Night Club per divertirsi. Tuttavia, insieme a Jeff e Sandra decidono di rimanere a guardia del campo anche altri quattro compagni quali Terry, Scott, Vicky e Mark, un ragazzo paraplegico costretto a rimanere sulla sedia a rotelle dopo un incidente in moto. Poco prima il poliziotto, vedendo qualcuno correre nei boschi vicini al campeggio, si addentra tra gli alberi e raggiunge una baracca fatiscente rimanendo scioccato da quello che vede al suo interno prima di venire ucciso dall'assassino, che gli pianta un martello nella nuca. Calata la notte, gli altri rientrano nella struttura, mentre Terry decide di farsi una nuotata, ma qualcuno le sottrae i vestiti. Uscita dall'acqua, si accorge che si tratta di Scott, il quale, nel tentativo di restituirglieli, rimane appeso ad una trappola di Jason. Terry, a quel punto, va a cercare un coltello per liberarlo ma il ragazzo viene sgozzato da Jason, che poi uccide anche Terry, quando torna. Nel frattempo, Jeff e Sandra hanno un rapporto sessuale mentre Vicky si appresta a fare lo stesso con Mark, che però rimane da solo. Jason ne approfitta e uccide prima Mark, colpendolo in fronte col machete, facendolo ruzzolare giù per una scalinata, e poi Jeff e Sandra, impalandoli insieme con una lancia. Anche Vicky, rientrata, viene uccisa da Jason con una coltellata allo stomaco.
Ginny e Paul si apprestano quindi a tornare alla residenza, mentre gli altri animatori rimangono al night club. I due scoprono però la morte dei sei rimasti al campo e vengono attaccati da Jason, caratterizzato dalla gigantesca statura e un sacco di iuta come maschera. Dopo un'animata lotta, Jason riesce a colpire Paul con il suo coltello e si appresta all'inseguimento di Ginny, che dopo una lunga corsa nei boschi, riesce a raggiungere, a sua insaputa, il rifugio di Jason, nel quale trova un piedistallo adornato dalla testa decapitata di Pamela e il suo maglione, circondato dal cadavere di Alice, Terry e del poliziotto.
Jason raggiunge Ginny e la ragazza, ricordandosi della leggenda di Jason e facendo ricorso ai suoi studi sulla psicologia infantile, si mette addosso il maglione di Pamela e, spacciandosi per lei, intima a Jason di abbassare l'arma. Jason ci crede, ma, quando la ragazza si prepara a colpire il maniaco, un movimento brusco di Ginny fa vedere a Jason la testa della madre sbucare da dietro di lei. Capito il trucco, Jason l'attacca, ma viene fermato da Paul, ancora vivo. Approfittando del momento, Ginny riesce a colpire violentemente Jason alla spalla con il machete, facendogli perdere i sensi. Prima di andarsene, i due ragazzi tolgono il sacchetto di juta all'assassino, scoprendo il suo deforme volto. Quando Ginny e Paul tornano al campo, quando sentono dei rumori alla porta credono che sia Jason e si preparano per difendersi, per poi scoprire che si tratta del cagnolino di Terry che si era allontanato durante la giornata, all'improvviso dietro a Ginny, Jason rompe la finestra e l'assale.
La mattina seguente, quando la polizia porta via la scossa Ginny mentre invoca il nome di Paul, che non viene ritrovato ignara che è stato ucciso da Jason.

## Produzione
La scena finale dove Jason sfonda la finestra venne considerata come uno dei momenti classici nella storia del cinema horror. Questa, così come la scena in cui Jason alza il coltello prima di uccidere Vicky, sono state descritte nella 82ª edizione della cerimonia di premiazione degli Oscar.
La famosa maschera da hockey utilizzata da Jason non apparirà fino al terzo film. Qui Jason usa un sacco di Juta per coprirsi il volto, come l'assassino nel film del 1976 La città che aveva paura.
Si pensa che Warrington Gillette interpreti Jason, ma in realtà lui ha recitato in quel ruolo solo quando si vede il volto di Jason senza maschera. Nelle altre scene è interpretato da Steve Dash (al secolo lo stuntman Steve Daskawisz) che ha riportato alcune ferite durante le riprese. Secondo quanto detto da Amy Steel, durante una scena dove lei avrebbe dovuto tentare di colpirlo, lei avrebbe sbagliato i tempi e colpito l'attore ad un dito con un machete. L'attore dovette andare all'ospedale e ricevette tredici punti di sutura. Infine, coprirono il dito ricucito con un pezzo di gomma e lui e Steel rifecero la scena. Nella scena in cui Daskawisz indossa il cappuccio, parte di esso continuava a spostarsi dagli occhi così fu usato del nastro dentro la zona degli occhi per evitare che il sacco di iuta si muovesse. Quando Daskawisz si tolse il sacco, il nastro che fermava il cappuccio gli procurò delle bruciature intorno agli occhi.
Dal film originale furono tagliati quarantotto secondi dall'MPAA per evitare la censura, ossia l'X rating. Fra questi secondi c'è la scena di un omicidio con doppio impalamento (ripresa da Reazione a catena di Mario Bava).
Lo sceneggiatore Ron Kurz ha dichiarato che il salto di Jason attraverso la finestra alla fine del film fu pensato come un fatto reale mentre Paul venne ucciso fuori campo. Tuttavia, l'inizio del terzo capitolo Week-end di terrore in risposta alla fine de L'assassino ti siede accanto, mostra un nuovo filmato in cui Jason tira fuori il machete dalla sua spalla e striscia via mentre Ginny e Paul lo lasciano nel fienile credendolo morto, trasformando (via retcon) la scena in cui Jason sfonda la finestra in un sogno. Delle dicerie sostengono che John Furey lasciò la produzione prima che il film venisse completato e che il suo personaggio non appaia alla fine del film per questo motivo. In realtà il suo personaggio non doveva apparire alla fine. In una scena finale mai stata usata, dopo che Ginny domanda dove sia Paul, la ripresa si sposta sulla testa di Pamela Voorhees, la quale poi apre gli occhi e sorride, indicando che Jason abbia ucciso Paul.

### Sviluppo
In seguito al successo di Venerdì 13 nel 1980, la Paramount Pictures iniziò a pianificare un sequel. Prima dell'acquisizione dei diritti di distribuzione mondiale, Frank Macuso Sr. dichiarò: "Volevamo che fosse un evento, dove gli adolescenti si affollano nei cinema in quella notte di venerdì a vedere l'ultimo episodio.". Le prime idee per un sequel coinvolgevano il titolo Venerdì 13 che sarebbe stato utilizzato per una serie di film, distribuiti uno ogni anno, che non avrebbero avuto una diretta continuità con gli altri, ma dovevano essere "film spaventosi" separati dei loro predecessori. Phil Scuderi, uno dei tre proprietari degli Esquire Theatres, insieme a Steve Minasian e Bob Barsamian, che produssero il film originale, insistettero che il sequel doveva avere Jason Voorhees, il figlio di Pamela Voorhees, sebbene la sua apparizione nel primo film doveva essere solo uno scherzo. Steve Miner, produttore esecutivo del primo film, credette nell'idea e avrebbe continuato a dirigere i primi due sequel, dopo che Cunnigham scelse di non tornare alla sedia del regista. Miner avrebbe utilizzato molti membri della stessa crew del primo film.

### Riprese
Le riprese del film si sono svolte dal 3 ottobre 1980 al 1º novembre 1980.

### Distribuzione
Il film è uscito nelle sale statunitensi il 1º maggio 1981; è stato distribuito nel 2009 in home video dalla Paramount.
In Italia il film è stato distribuito in un secondo momento con il titolo Venerdì 13 parte II - L'assassino ti siede accanto per rendere chiara l'appartenenza del film alla saga.

## Accoglienza

### Incassi
Il film ha incassato 21,7 milioni di dollari a fronte di un budget di 1,2 milioni di dollari.

### Critica
Come il primo film, L'assassino ti siede accanto fu un grande successo commerciale, ma venne stroncato dalla critica.
Roger Ebert del Chicago Sun-Times diede al film la metà di una stella su quattro, affermando: Questo film è un incrocio tra i generi Mad Slasher e Dead teenager; circa due dozzine di film l'anno sono caratterizzati da un pazzo assassino che uccide ferocemente, e sono tutti pessimi come questo. Alcuni hanno un po' più di trama, altri ne hanno un po' di meno.
Sul sito Rotten Tomatoes ottiene il 28% delle recensioni professionali positive, con un voto medio di 4.5 su 10 basato su 43 recensioni.